# Pentélicas
Pentélicas es un poemario del escritor hispano-filipino Cecilio Apóstol que fue publicado en 1941.
El poemario fue recopilado y publicado tras la muerte del autor a iniciativa de Jaime de Veyra, abriendo el libro con un prólogo de Claro M. Recto. Fue publicado en Manila y contiene las obras más famosas del poeta fallecido tres años antes. Consta de un total de 39 poemas sobre distintos temas. Trata extensamente sobre temas políticos, se refiere a la herencia española del archipiélago y celebra la naturaleza filipina. También llama la atención la presencia de textos dedicados a héroes nacionales, especialmente Rizal y Mabini. Recibido positivamente por la crítica, fue muy apreciado por la profundidad casi fotográfica de sus descripciones así como por su valor documental.
Ha sido reeditado varias veces, incluyendo una edición ampliada en 1950 y la edición digital desarrollada por iniciativa y bajo el patrocinio del Instituto Cervantes en 2014.
El nombre del poemario hace referencia al adjetivo en español de lo relativo al monte Pentélico.